# L'Exposition extraordinaire

L'Exposition extraordinaire (titre original géorgien :არჩვეულებრივი გამოფენა, Aratchveulebrivi gamopena / russe : Необыкновенная выставка) est un film soviétique réalisé par Eldar Chenguelaia et sorti en 1968.

## Synopsis
Diplômé de l'École des Beaux-Arts, le jeune sculpteur Aguli Eristavi reçoit de son professeur un grand marbre de Paros. Il émet le vœu d'en faire plus tard une création extraordinaire. Survient la Guerre... Aguli en ressort bouleversé. Il épouse alors Glafira, une jeune Russe. Pour assurer leur subsistance et celle de leurs enfants, il sculpte des pierres tombales pour de riches clients. Le grand marbre blanc demeure, quant à lui, intact. Peu à peu, pourtant, les travaux d'Aguli s'accumulent, transformant le cimetière de la cité en Exposition extraordinaire. Aguli lègue à son élève Zauri le marbre de Paros dans l'espoir que celui-ci accomplira le vœu qu'il n'a pu réaliser.

## Fiche technique
- Titre : L'Exposition extraordinaire
- Titre original : Aratchveulibrivi gamopena (langue géorgienne)
- Réalisation : Eldar Chenguelaia
- Scénario : Revaz Gabriadze
- Photographie : Gueorgui Gersamia - Couleurs
- Décors : Dimitri Eristavi
- Musique : Giya Kantcheli
- Durée : 94 minutes
- Production : Kartuli Pilmi, (Géorgie)
- Pays d'origine :  Union soviétique/ Géorgie
- Sortie : 1968

## Distribution
- Guram Lordkipanidze : Aguli
- Valentina Telitchkina : Glafira
- Vassili Tchkheidze : Pipina
- Dodo Abachidze : Savleg
- Salome Kantcheli : la veuve
- Djulieta Vachakmadze : Tina
- Viktor Deizadze : Benoventur
- Aleksandr Kelbiakani : Pestvenidze

## Commentaire
Eldar Chenguelaia considère que « le recours à la parabole fut un acte spontané de la part des réalisateurs qui, dans les années 1970, souhaitaient réagir au documentarisme des années 1960 », écrit Isabelle Pastor. Cette dernière rappelle, auparavant, que la parabole a pour fonction de « transmettre un savoir et de produire une dialectique. »
Or, parmi les paraboles constitutives du cinéma d'Eldar Chenguelaia, figure, en bonne place, celle traitant « de la création artistique retardée et empêchée du fait des rapports qu'entretiennent l'artiste et la société. » De manière fort différente, L'Exposition extraordinaire et Les Montagnes bleues (1984) en sont des œuvres référentes.
S'agissant de L'Exposition extraordinaire, le scénario originel comportait plus de deux cents pages. Il était dû à Revaz Gabriadze, dont la dramaturgie eut une influence prépondérante sur le cinéma géorgien de ces années-là. Selon Eldar Chenguelaia, on aurait pu en tirer plusieurs autres films. Mais, dit-il, « notre travail ne pouvait se limiter à une simple réduction [ … ] Ce qui est resté de la première version a acquis une autre qualité. Par exemple, le marbre de Paros n'était plus seulement un détail exotique. [ … ] Nous avons peu à peu introduit la pierre au centre de l'action. C'est devenu à la fin une métaphore exprimant la tension éternelle de l'artiste en quête de beauté, vers quelque chose de plus élevé et l'impossibilité de réaliser cette aspiration. »
Eldar Chenguelaia admet, d'autre part, avoir éprouvé des difficultés à trouver la voie la plus juste pour exprimer le fond de sa pensée. « Au départ, la mise en scène hésitait [ … ] puis nous avons décidé qu'il ne devait y avoir d'excès dans aucun sens, ni comique ni dramatique. [ … ] C'est pourquoi notre vision du héros est affectueuse et triste. »
Les personnages d'Eldar Chenguelaia sont, donc, « analysés avec un lyrisme doux empreint de bonté, ce qui n'exclut pas une représentation grotesque de leurs travers ou de leurs univers. » L'essentiel à préserver étant, en toutes circonstances, « l'indépendance spirituelle de la personnalité comme valeur suprême. »